# Ewingov sarkom
Ewingov sarkom je zloćudni tumor čije se tumorske stanice mogu naći u kostima ili mekom tkivu. Ovaj rijedak tip tumora smatra se primitivnim neuroektodermalnim tumorom.
Najčešća područja tumora su zdjelica, nadlaktična kost, bedrena kost i rebra. Tumor je prvi opisao američki patolog James Ewing (1866-1943).
Bolest se najčešće javlja kod djece u dobi od 10 - 20 godina.

## Simptomi
Bol je prisutna kod 90%, a oteklina kod 70% bolesnika. Mogu biti prisutni još i povišena tjelesna temperatura, gubitak na težini, te letargija. 

## Dijagnoza
U dijagnozi bolesti se koriste rtg-snimke na kojima možemo vidjeti tzv. "nalaz lukovice" (reakcija pokosnice - periosta koji stvara uzdužne koštane lamele koje vretenasto proširuju izgled kosti i posljedica su širenja tumora u meka tkiva). Korisne su još pretrage: kompjuterizirana tomografija (CT), magnetska rezonancija (MR), i scintigafija. 
Potrebno je razlikovat Ewingov sarkom prema stanjima koje mogu izazvati slične kliničke slike: osteosarkom, osteomijelitis, eozinofilni granulom, leukemija.

## Liječenje
U liječenju se koriste kemoterapija, radioterapija i kirurgija.
|  | Molimo pročitajte upozorenje o korištenju medicinskih informacija. Ne provodite liječenje bez savjetovanja s liječnikom! |